# Gnophomyia angusticellula
Gnophomyia angusticellula is een tweevleugelige uit de familie steltmuggen (Limoniidae). De soort komt voor in het Neotropisch gebied.